# Karl Neufeldt

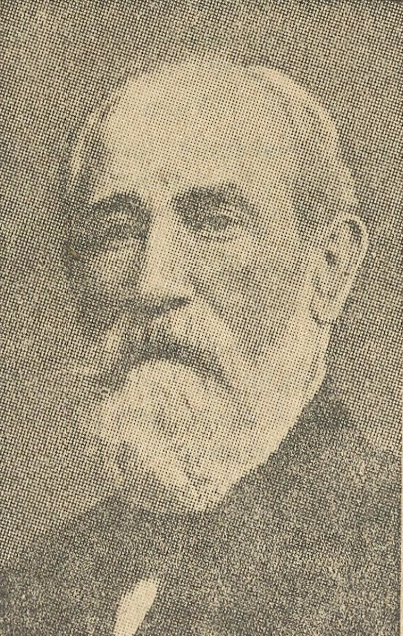
Karl Neufeldt

Karl Neufeldt, auch Carl Neufeldt (geboren 10. Mai 1838 in Schwerte in Westfalen; gestorben am 2. Dezember 1921 auf Schloss Lichtengraben in St. Leonhard im Lavanttal) war eine aus Deutschland stammende österreichisch-norwegische Führungspersönlichkeit in den Branchen Eisenherstellung, Schienenfahrzeugbau und Bahnbetrieb. Weiters war er selbst Bergbauunternehmer.

## Leben
Karl Neufeld erhielt in Lüdenscheid eine wirtschaftliche Ausbildung und kam in jungen Jahren als Vertreter eines deutschen Unternehmens nach Norwegen. Dort war er als Geschäftsmann in der Eisenindustrie in Christiania und Trondheim tätig und wurde norwegischer Staatsbürger.
Neufeldt wurde im Jahr 1868 von seinem kinderlosen und wohlhabenden Onkel Gustav Neufeldt nach Wien gerufen, um dort in dessen Unternehmen einzutreten. Er lebte für den Rest seines Lebens in Wien. Er gründete Stahlwerke in Storé und Ternitz sowie in Udine und Pont Saint-Martin in Italien und eine Nagelfabrik in Peggau. Er war auch an der Entwicklung der Eisenbahn im Szamos-Tal in Ungarn beteiligt und war Miteigentümer der Eisenbahnwaggonfabriken in Graz und Arad. Weiters war Neufeldt laut Veröffentlichung der Ternitzer Stahl- und Eisenwerke von Schoeller & Ko. deren Prokurist. Er war laut Veröffentlichung der k.k. priv. Salzburg-Tiroler-Montanwerks Gesellschaft Mitglied des Verwaltungsrates dieses Unternehmens. Ebenso war Neufeldt auch Mitglied des Verwaltungsrates der Mährischen Westbahn.
Im Jahr 1904 gab die Grazer Waggon- und Maschinenfabriks Gesellschaft vorm. Joh. Weitzer bekannt, dass Neufeld ihr Präsident sei. Zuvor war er in diesem Unternehmen als Prokurist tätig gewesen. Er vertrat die Interessen von Norwegen als dessen Generalkonsul in Österreich. Zuvor war er bereits diplomatischer Vertreter von Schweden-Norwegen in Österreich gewesen.

## Mediale Erwähnungen
In zeitgenössischen Zeitungsberichten wird er als Bergwerksbesitzer, Prokurist der Ternitzer Walzwerk und Bessemer Stahlfabrik Aktiengesellschaft in Wien, Werksbesitzer, Fabriksbesitzer in Wien bezeichnet.
Im Jahr 1918 wird er als Inhaber der Papierfabrik Neudeck erwähnt. Nach dem Ersten Weltkrieg scheint Neufeldt als Wiener Repräsentant der damals ungarischen Szamostal-Eisenbahn im heutigen Rumänien auf.
Neufeldt verstarb am 2. Dezember 1921 in seinem Schloss Lichtengraben in St. Leonhard im Lavanttal.

## Eisenbahnpionier
Neufeldt gilt als Initiator und war erster Betriebsführer der Bahnstrecke Udine–San Daniele.

## Privates
Neufeldt war mit Emma von Schoeller (1841–1897) verheiratet, die einer der vermögendsten Industriellenfamilien Österreichs angehörte. Einige von Neufeldts beruflichen Positionen übte er in Unternehmen aus, in denen die Familie Schoeller investiert war.
Im Fahr 1900 gab Adolph Lehmann's allgemeiner Wohnungs-Anzeiger seine Wohnadresse folgendermaßen an: Neufeldt Carl, Großhdl., kgl. norweg. GenKons., Präsdt. d. Mähr. Westbahn, Franz-Joseph-Orden [im Original als Symbol] K., Off. d. it. MLD, R. d. norweg. OO., K.d. schwed. WO. 2. II/2 Ferdinandsstr. 2, Bur. I Wildpretmarkt 10 (10-12).
Neufeldt war seit 1886 Eigentümer von Schloss Lichtengraben in St. Leonhard im Lavanttal, wo er auch starb.

## Mitgliedschaften
Neufeldt scheint im Jahr 1913 als Mitglied der k. k. Geographischen Gesellschaft in Wien auf.

## Erratum
Nur in italienischen Veröffentlichungen wird Neufeldt, dort aber konsequent, als Ingenieur Karl Neufeldt bezeichnet. In seiner Biographie ist ein Besuch einer Ingenieurschule weder nachgewiesen noch wahrscheinlich.

## Erinnerung
Neufeld wurde im Familiengrab der Familie Schoeller am Grinzinger Friedhof in Wien bestattet. In Trondheim wurde die Straße Neufeldts gate nach ihm benannt.